# 桃屋焼肉のたれ
桃屋焼肉のたれ（ももややきにくのたれ）は、かつて桃屋が製造・販売していた焼肉のたれ（焼肉調味料）である。

## 概要
発売当初は、焼いた肉に絡めるたれとしても、焼く前に肉の下味としても使うこともできる商品だった。
この改良版として後に「桃屋焼肉のたれ上下」が1983年頃 - 1986年頃に発売されたが、すでに市場シェアの大半を「エバラ焼肉のたれ」シリーズやモランボンの「ジャン」シリーズが占めており、この市場から撤退した。
中国に会社を置く「桃屋珠江食品工業有限公司」が現在でも桃屋焼肉のたれを販売している。
この改良版は、肉に下味をつける下味用と焼いた肉にたれをつける召し上がり用の2種類の調味液があり、放送当時の提供スポンサーだった「3時のあなた」などの桃屋の生CMタイムで商品説明と使用例を紹介していた。

## ラインナップ
全て過去の商品。
- 赤ラベル - 1974年発売。初の商品。
- 辛口
- みそ味
- しょうが焼き味
- ピリッと四川 - ザーサイを原料に使用した中華風。
- トロミ広東 - 野菜を使用した中華風。
- 上下

## CM
- この商品も、他の桃屋製品と同様に三木のり平がCMに起用されていた。
  - 初作品「都々逸」（1974年）：都々逸を歌っていると「赤ラベル」の瓶が登場。後に「辛口」「みそ味」「しょうが焼き味」を加えたバージョンも製作された。
  - 「味論争」（1978年）：中国の山奥で、四川の男と広東の女が焼肉のたれの味で争っていると、空から仙人が現れて「たれの好みはたれ（誰）にもある」と叱り、双方に「ピリッと四川」「トロミ広東」を与える。
- 「焼肉のたれ上下」については、当時桃屋の提供番組だった「土曜ワイド劇場」やCMスポットで流されていた。
- 1984年～1985年頃のCMでは新一万円札の肖像として時の人となっていた福澤諭吉をモチーフとしたアニメCMが放送されていた。